# Кокошник

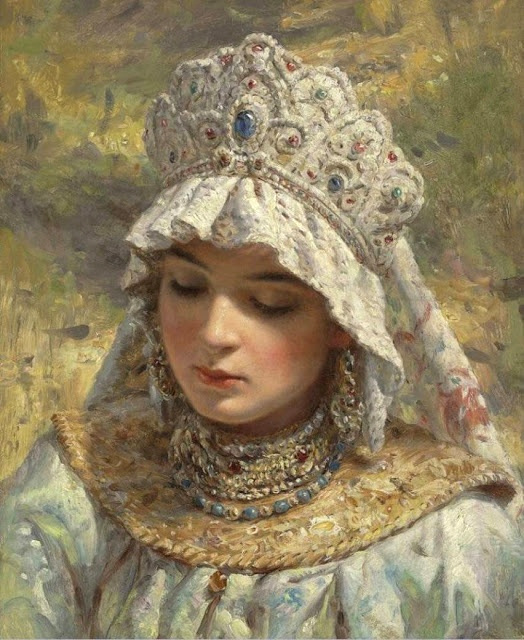
Жінка в кокошнику на картині Костянтина Маковського, початок 1880-х рр.

Коко́шник — традиційний жіночий головний убір в Росії, шапочка з високим оздобленим щитком над чолом. Переважно святковий убір одружених жінок, він вийшов з ужитку в XIX ст., проте набув статусу своєрідного символа Росії та стереотипного російського одягу.

## Походження назви
Слово «кокошник» вперше зустрічається в документах XVI століття, і на думку Макса Фасмера, походить від застарілого російського кокошь («півень», «курка») — за формою, яка часто нагадує гребінь півня чи курки.

## Будова

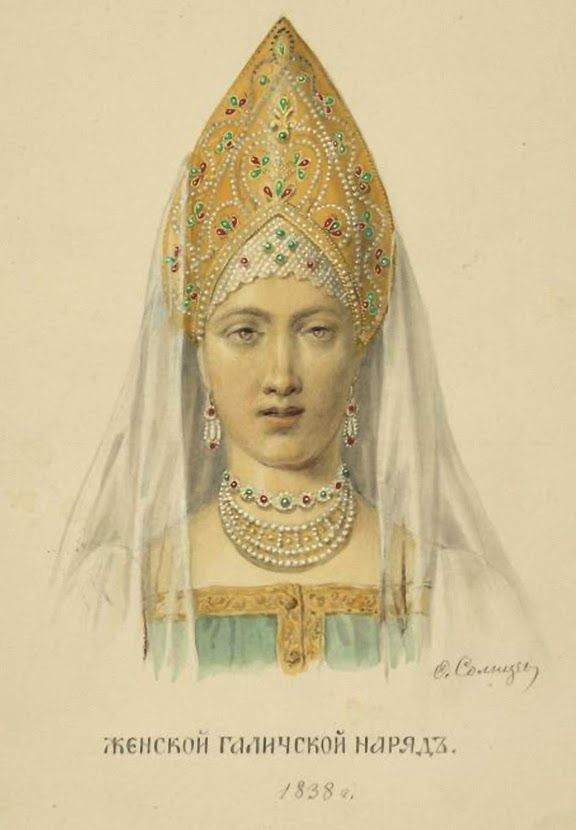
Гостроверхий кокошник зразка Галичського району Костромської губернії. Малюнок 1838 р.

Кокошник являв собою шапочку, що цілком накривала волосся. Виготовлявся з проклеєного полотна, картону, загорнених у шовк, атлас, оксамит, парчу. Над чолом містилося очілля (рос. очелье) — найпомітніша частина кокошника у вигляді заокругленої чи загостреної вгорі пластини, що прикрашалася облямівками галунами, срібною чи золотою вишивкою, перлами, кольоровим склом, коштовним камінням. Ця деталь убору також відома як гребінь. У деяких місцевостях кокошник мав циліндричну форму, нагадуючи кічку, але на відміну від цього головного убору був суцільним, а не розділеним на частини; називався «капок».
На кокошник накидалася фата, розшитий рушник або хустка. Позаду міг додаватися «хвіст» зі стрічок та підпотиличник — шматок тканини чи сітка, що закриває шию та спадає на спину. Псковські та почасти тверські кокошники прикрашалися «шишками».
Кокошники різних регіонів різняться за формою, а особливо за формою очілля. В Каргопольському повіті Олонецької губернії кокошник робили у формі шапочки з витягнутим вперед очіллям і лопатями, які закривали вуха; на лоб спускалася поднизь — нитка чи сітка з рубаного перламутру. Вологодський кокошник, відомий як «сборник», відрізнявся численними збірками над очіллям. Архангельський кокошник мав жорстку овальну форму з рясним декором нагорі, а очілля виступало вперед і не мало додаткових прикрас. У Новгородській і Тверській губерніях кокошник формою нагадував шолом і мав відповідну південноросійську назву — «шеломок». Кокошник Курської та Орловської губерній особливий двома паралельними гребенями. Такий же тип зустрічався в південноросійських колоністів Харківської та Катеринославської губерній. У Дмитрієвському уїзді користувалися особливим кокошником, гребінь якого розміщувався уздовж голови. В районі Нижнього Новгорода, Костроми, Казані, почасти Пермі, очілля мало трикутну форму, загострюючись вгорі. На півдні Сибіру верх гребеня був нахилений вперед, такий кокошник називався «наклон», «наклонка» чи «наклонная».

## Традиції носіння
Кокошники одягалися для вінчання та на свята. Їх могли носити тільки одружені жінки, здебільшого до народження першої дитини. Дівчата носили подібні прикраси — вінці чи коруни, відкриті вгорі (такі, що не покривали волосся). Багато прикрашені кокошники передавалися в спадок.

## Історія

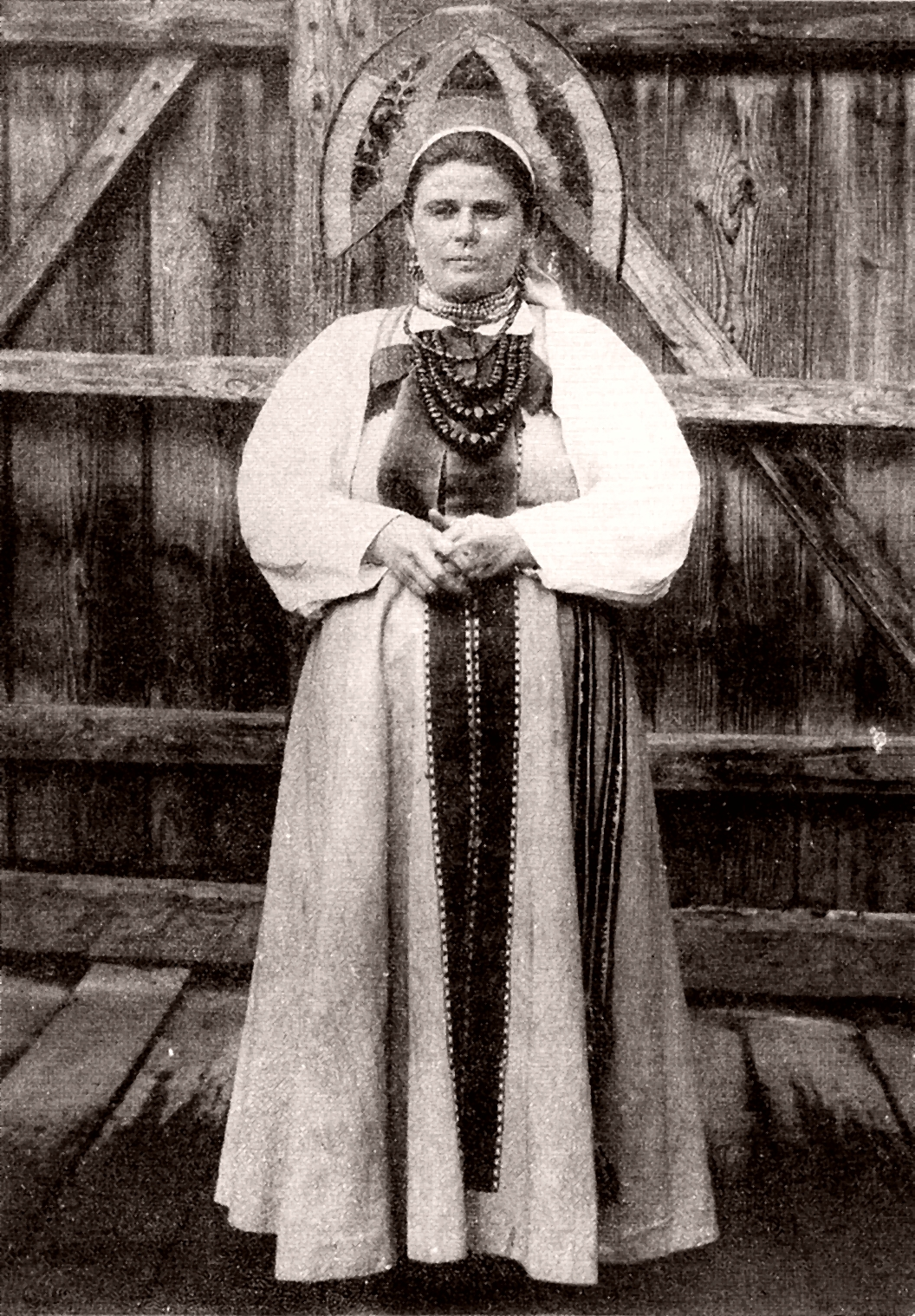
Жінка в кокошнику. Уфимська губернія, 1911 р.

Ранні кокошники, як відзначав Борис Рибаков, своєю будовою часто аналогічні княжим діадемам Київської Русі XII—XIII ст. Дмитро Зеленін вважав, що кокошники споріднені з «сороками» — головними уборами, що мають поперечний гребінь від вуха до вуха. Можливо, кокошники виникли як окремі убори, що носилися поверх «сороки».
Убір, подібний на кокошник з гребенем-німбом, було знайдено в Кошибеєвському могильнику Тамбовської губернії, він датується VII ст. Олександр Спицин характеризував його як схожий на «сороку», не називаючи проте кокошником. Дмитро Зеленін також схилявся до думки, що знахідка не є кокошником, а подібні на неї кокошники, відомі з XVIII—XIX ст. — це спрощення уборів, які мали гребінь складнішої форми.
Найдавніші прикраси руських простолюдинок, схожі на кокошники, знайдені в Дорогобужі (сучасна Смоленська область Росії) та датуються XI ст. Нижній край давніх кокошників у районі скронь прикрашався кільцями, можливо аналогічними давньоруським прикрасам «усе́рязям». В XVI—XVII ст. кокошники доповнювалися «ря́снами» — відомими з давньоруських часів елементами жіночих головних уборів, що були декоративними залізними чи бісерними стрічками, котрі звисали з них. «Рясна» в свою чергу прикрашалися «пушка́ми» — жмутками лебединого чи гусиного пуху.
Кокошники з трикутним очіллям мали значне поширення, що до XIX ст. звузилося до районів Нижнього Новгорода, Костроми, Казані та Пермі. Такий тип цього головного убору запозичив фінський народ комі, надавши власної особливості — гребінь частіше лежав на голові, а не стояв, і нагадував козирок, нижня частина якого була орнаментована.
Місцями носіння кокошників насаджувалося для боротьби з «рогатими» кічками, що не схвалювалися церквою. В північних росіян кокошник упродовж XIX ст. майже цілком витіснив «сороку» в ході агресивної культурної експансії московської культури. Місцями кокошниками стали називати ту ж «сороку». На думку Дмитра Зеленіна, за зразком кокошника, принесеним російськими колоністами, сформувався один з різновидів українського очіпка — «сідлоподібний очіпок», прикрашений двома гребенями, адже гребені як прикраси в цілому чужі українським уборам.
У XIX ст. кокошники стали майже цілковито селянським убором. Міщанки і купчихи, котрі дотримувалися традиційної культури, ще одягали їх у першій половині XIX ст. Традиційні кокошники з вивищеним очіллям здобули поширення на російських землях на сході, півночі та заході від Москви. В південних же губерніях кокошники нагадували кічку, не маючи такого вираженого очілля. Загалом, упродовж XIX ст. кокошники витіснялися хустками та міськими капелюшками. Паралельно серед російського дворянства кокошник перетворився на деталь карнавальних костюмів.
На початку XX ст. російські імігранти принесли на Захід моду «а-ля рос», частиною якої став кокошник. У 1920-1930-ті кокошник пережив сплеск світової слави, коли його використовували в модних костюмах і як деталь весільного одягу. Французька модельєрка Жанна Ланвен випускала колекцію капелюхів у вигляді стилізованих кокошників, а дім «Огюст Боназ» у 1920-ті налагодив виробництво кокошників з пластмаси. За радянської епохи кокошник став популярним елементом одягу персонажок вистав і фільмів за казковими сюжетам.
З часом назва «кокошник» стала вживатися на позначення широкого набору вінців з високим гребенем, і в сучасності «кокошниками» нерідко помилково називають будь-який напівкруглий головний убір. У масовій культурі кокошник перетворився на елемент кічу, частину сценічних псевдоросійських костюмів. Водночас він набув статусу символу Росії та стереотипного російського одягу.

## Символіка
Власне кокошник має небесну символіку, зображення сонця та птахів. Стрічки («рясни»), що спускалися від кокошника, символізують дощ. Кокошники XV—XIX ст., аналогічно до давньоруських княжих діадем, часто мали п'ять або сім зубців, у яких зображалися міфологічні фігури. Така деталь, як «шишки», можливо аналогічна за значенням до «шишок» на українських короваях, символізуючи плодючість.

## Інші значення
У російській архітектурі XIX ст. кокошником також називали декоративну закомару (напівкругле чи коловидне звершення зовнішньої стіни будівлі, що закриває собою внутрішнє склепіння й повторює криву його обрису), що формою нагадувала головний убір.
Жіночі головні убори знаті, поширені на території Київської Русі, також іноді називаються кокошниками, хоча фактично ними не були. Так, Борис Рибаков зазначав: «Діадеми, цілком імовірно, завершали вгорі своєрідний кокошник —  „вінець городчатий“, розшитий в решті частин візерунком з дрібних бляшок».

## Галерея

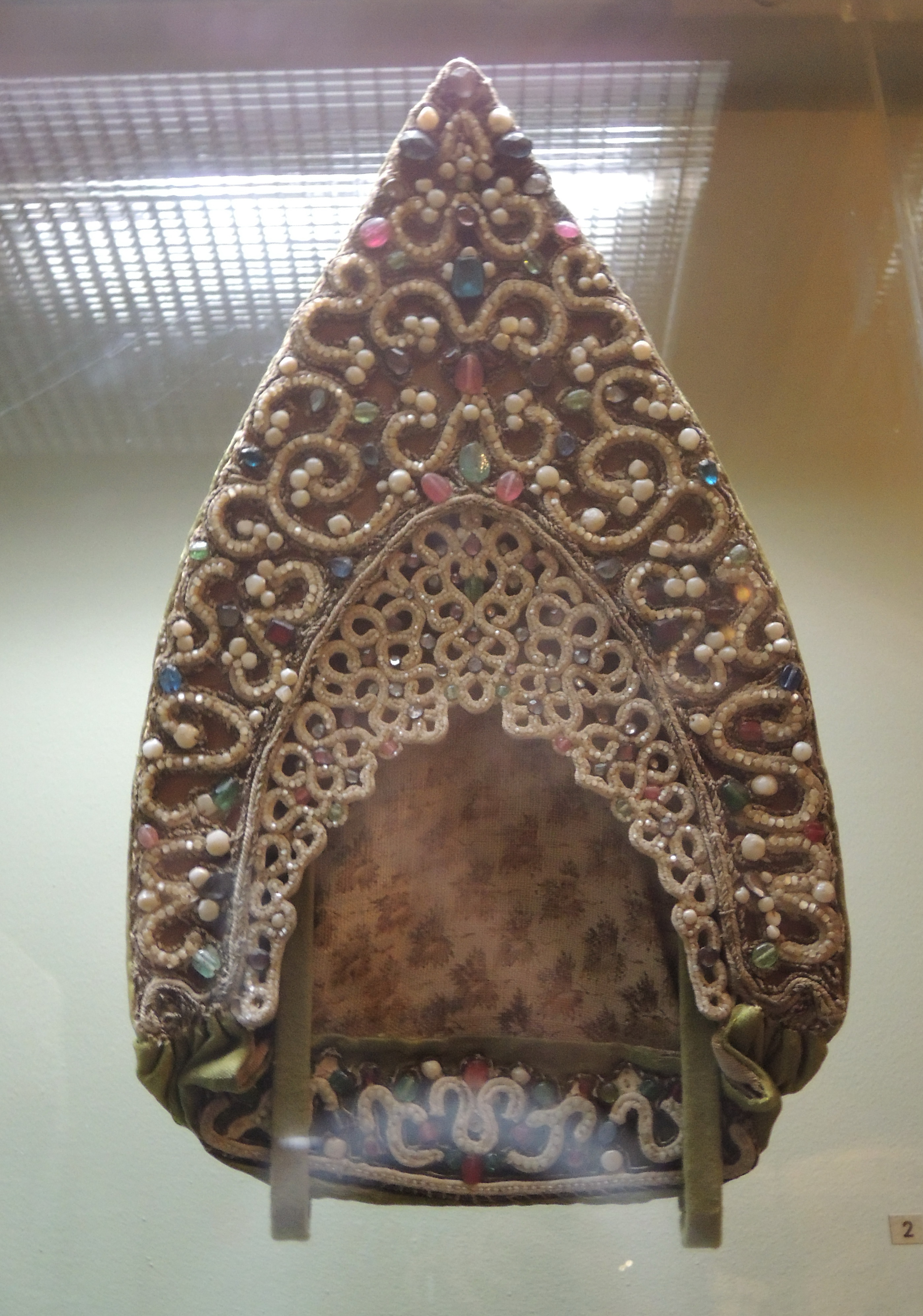
Кокошник «наклон». Костромська губернія, XVIII ст.
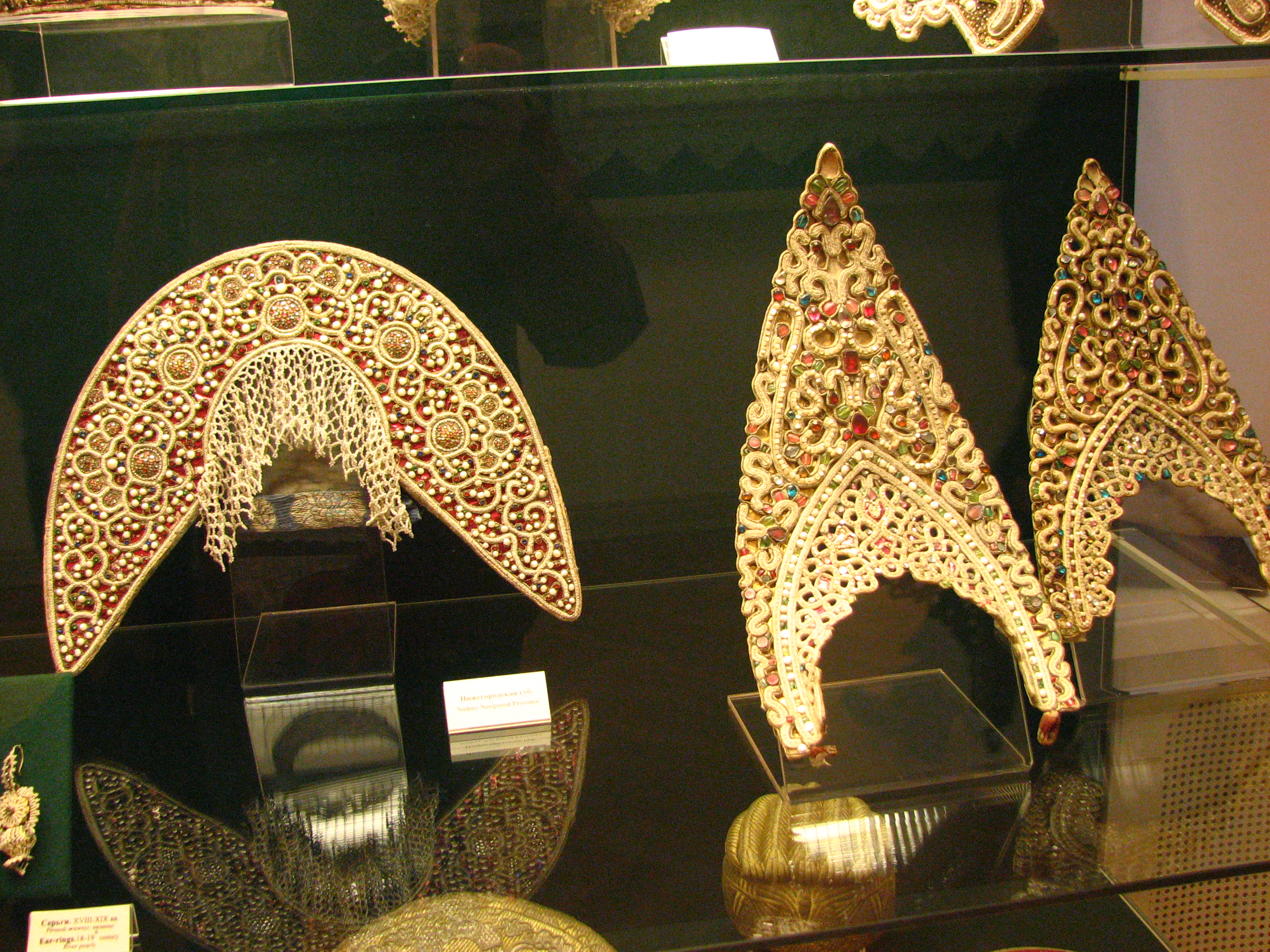
Кокошники XVIII ст: Нижегородської та Костромської губерній
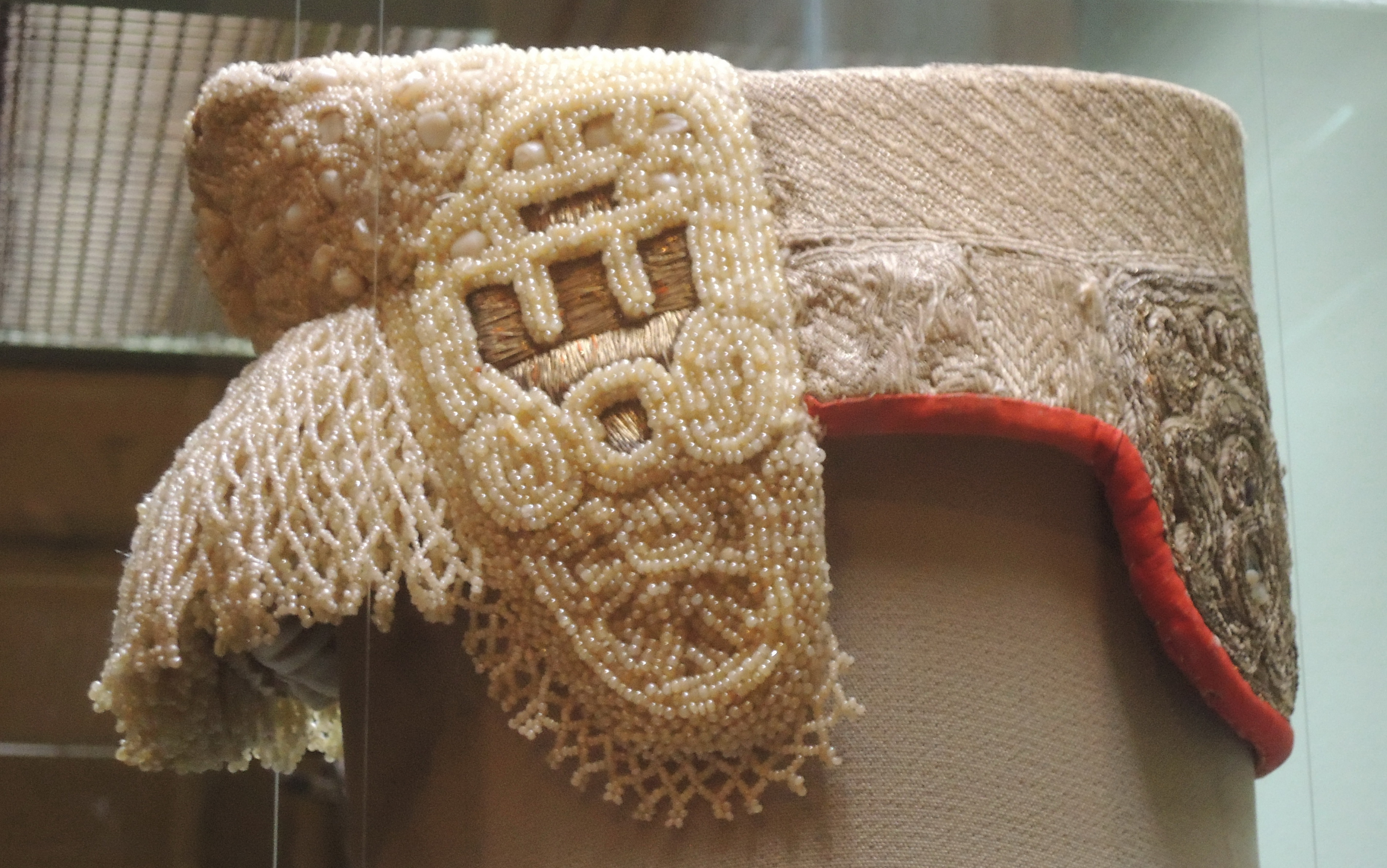
Циліндричний кокошник, вигляд збоку. Олонецька губернія, Каргопольский уїзд. XVIII ст.
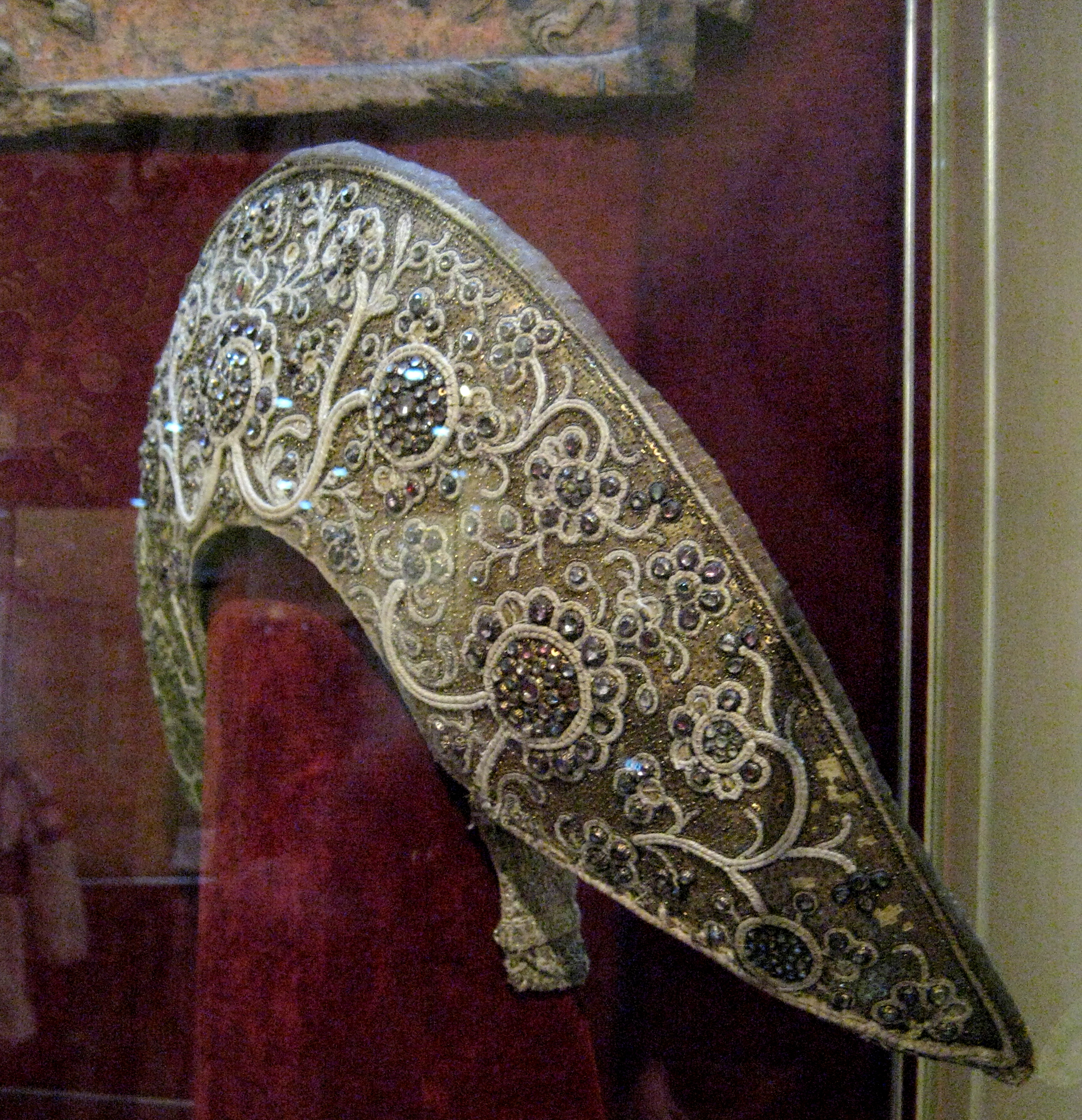
Кокошник. Центральні губернії. Середина XIX ст.
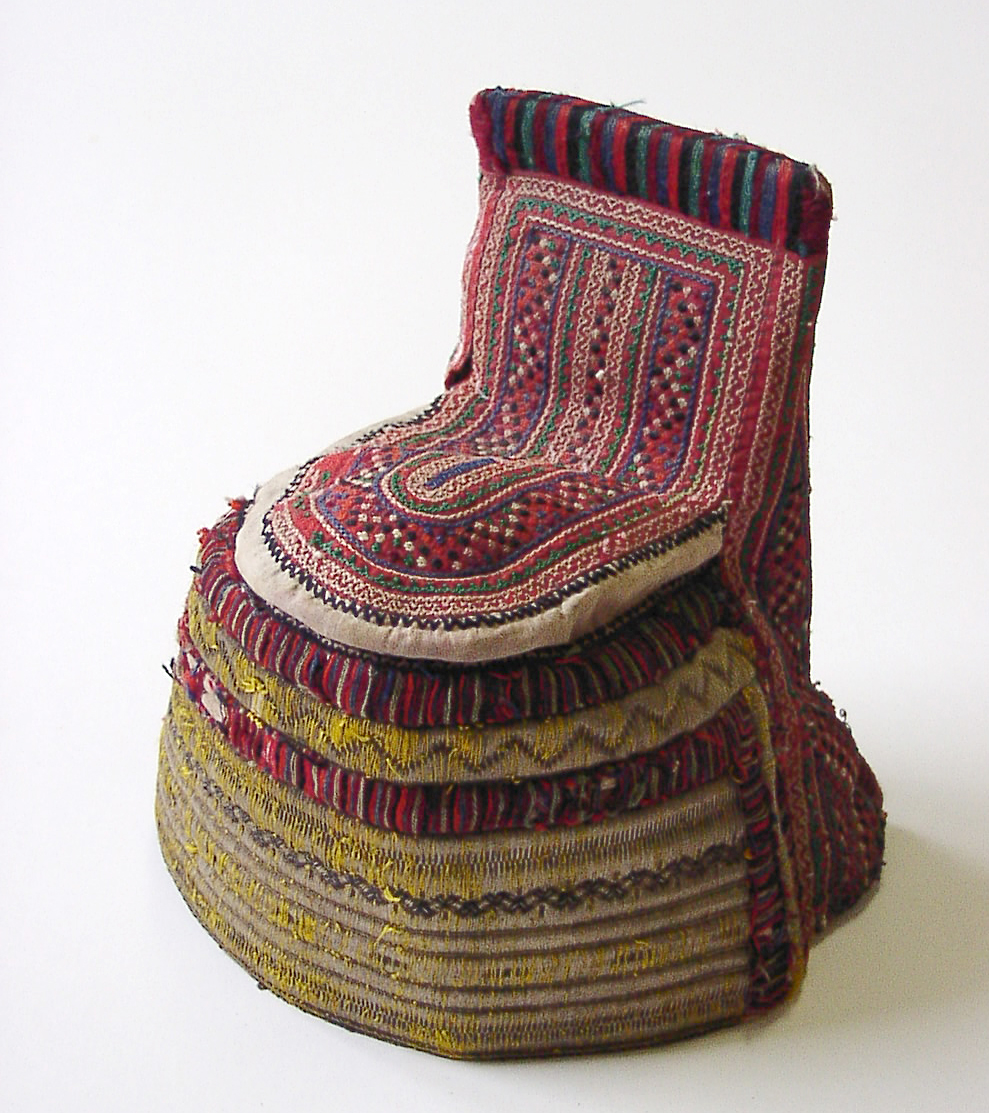
Південноросійський кокошник. Курська губернія, початок XX ст.
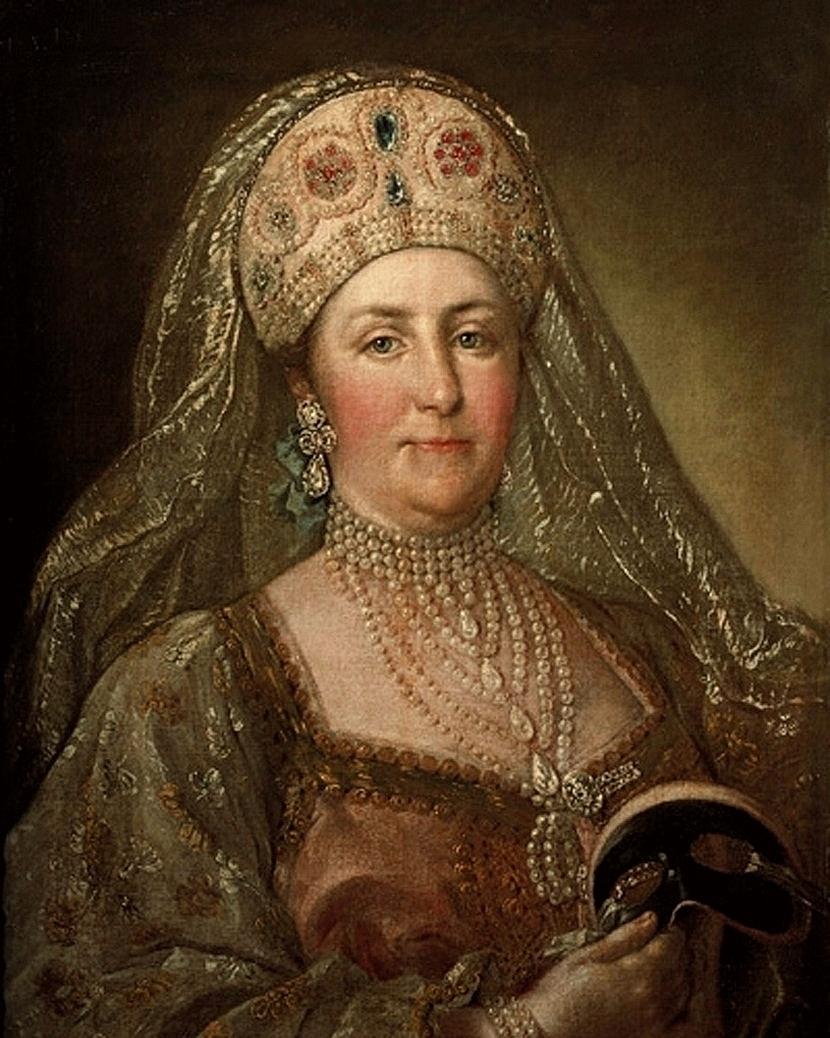
Цариця Катерина II в кокошнику. Портрет, виконаний невідомими художником XVIII ст.
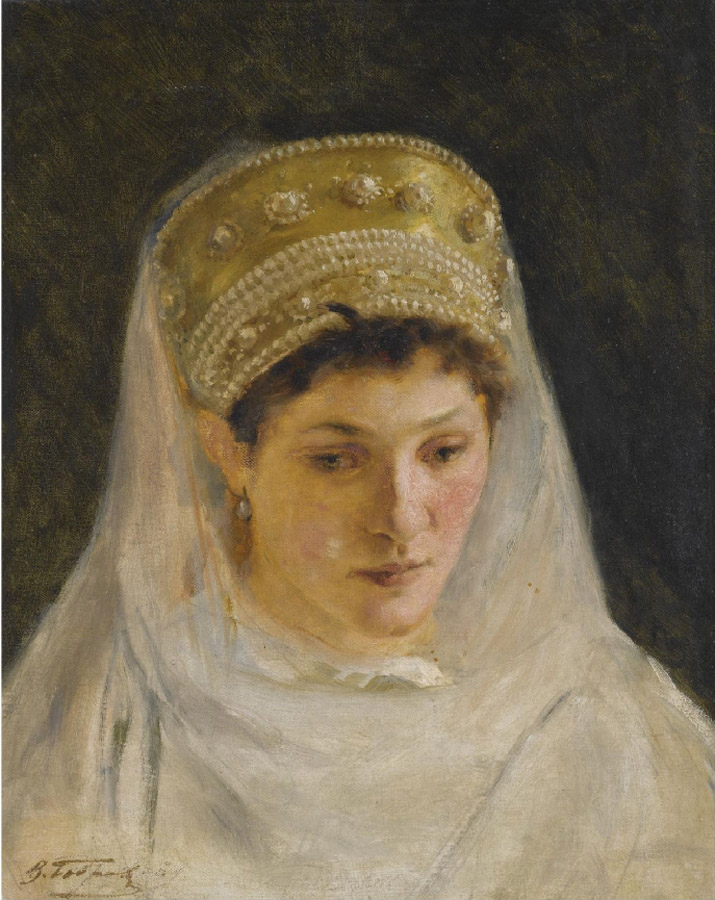
Наречена в кокошнику. Картина Віктора Боброва, XIX ст.
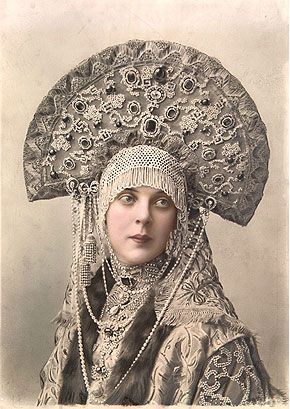
Княгиня Ольга Орлова в маскарадному кокошнику з ряснами. Фото 1903
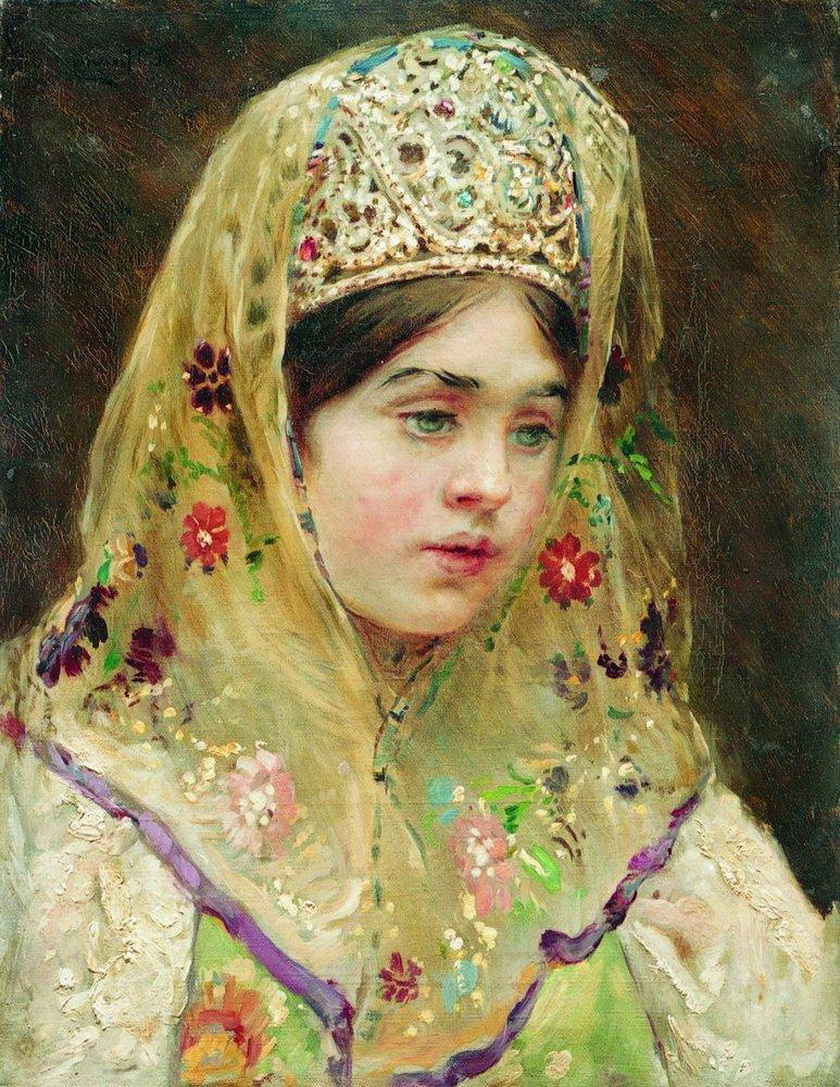
Портрет дівчини в російському костюмі. Картина Костянтина Маковського, 1910
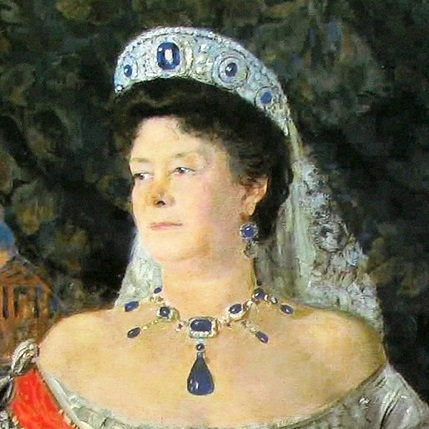
Велика княгиня Марія Павлівана в тіарі, стилізованій під кокошник. Портрет 1911
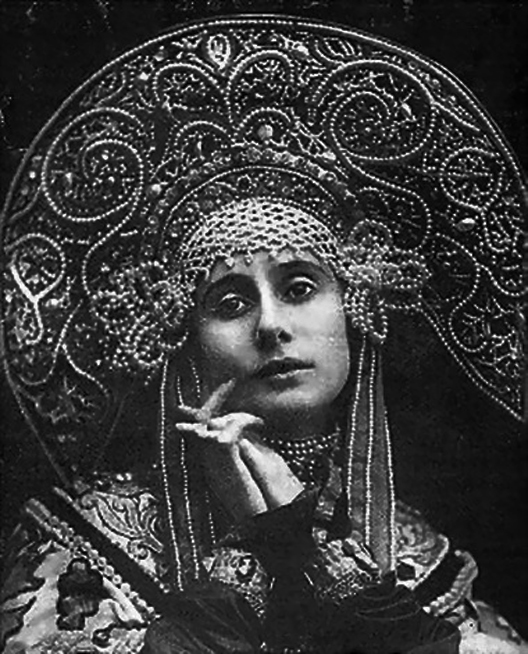
Артистка Анна Павлова в сценічному кокошнику. Фото 1920-х років
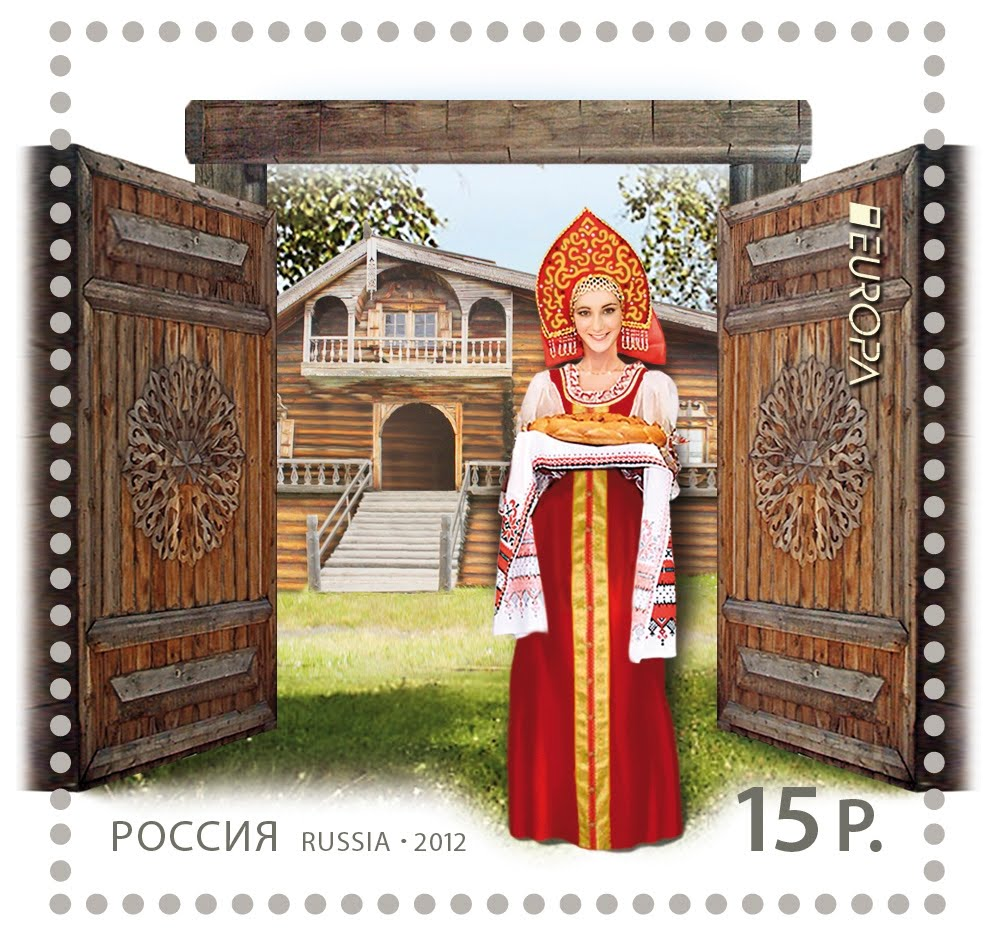
Жінка в кокошнику на марці «Візит в Росію», 2012
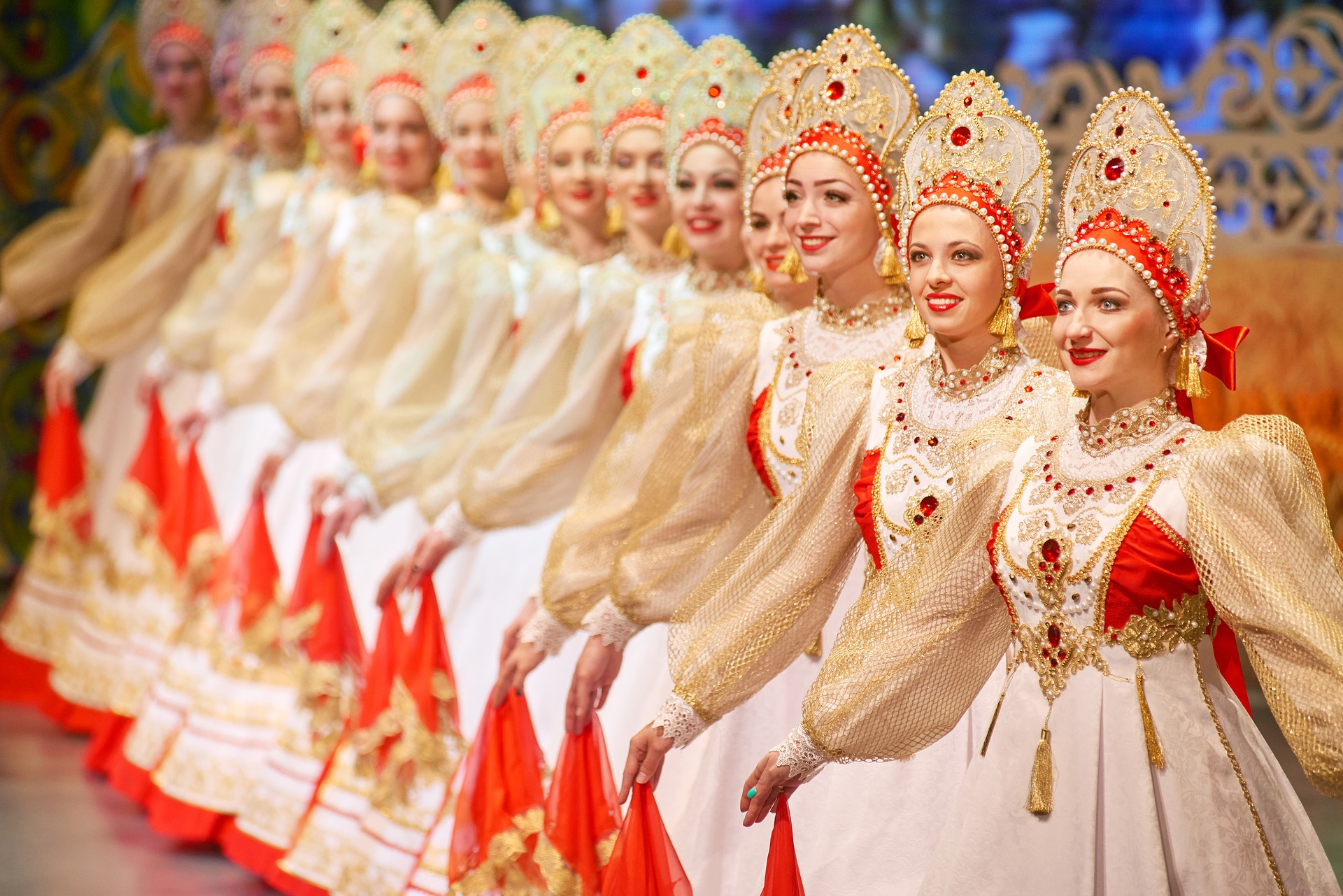
Танцюристки в кокошниках, 2017